# Dorpermolen (Opoeteren)
De Dorpermolen is een watermolen gelegen op de Bosbeek, in het centrum en nabij de kerk van Opoeteren in de Belgische provincie Limburg. Het nu bestaande gebouw is het resultaat van verschillende bouwfasen. Deze onderslagmolen werd reeds vernoemd in 1407 en herbouwd in 1530. Ten slotte werd dit korenmolengebouw in 1859 herbouwd in steen. De molen is sinds eind 19de eeuw in het bezit van de familie Cornelissen.

## Restauratie
De Dorpermolen is sinds 1981 een beschermd monument en samen met de omgeving als dorpsgezicht. In 2009 werd hij door de familie Cornelissen in erfpacht gegeven aan de stad Maaseik.
- Inventaris van het Bouwkundig Erfgoed (Vlaanderen): 72336